# Амитивилль 2: Одержимость
«Амитивилль 2: Одержимость» (англ. Amityville II: The Possession) — фильм ужасов 1982 года, снятый итальянским режиссёром Дамиано Дамиани. Второй в саге «Ужас Амитивилля», но являющийся не продолжением фильма 1979 года, а скорее его приквелом, показывающим историю семьи Монтели, которая по сюжету жила в доме перед тем, как туда въехала семья Лутц. История Монтели отдалённо основана на истории реальной семьи Дефео, которая жила в доме на Оушен-Авеню до того, как туда въехали Лутцы.

## Сюжет
Семья Монтелли переезжает в дом своей мечты, однако практически сразу каждый понимает, что с домом что-то не так. Духи прошлого запугивают каждого члена семьи, разрушая их узы изнутри.
Сначала странный случай с кухонным краном: открыв его, мать видит, как из крана течет кровь вместо воды. Когда привозят вещи семьи, доставщик спускает их в подвал. Обнаруживает там странный проем в стене шкафа. Когда доставщик решается проверить, что находится в потайной комнате, он натыкается на странное множество мух. В следующей сцене «нечто» выбирается наружу из подвала и пугает хозяйку дома. Она понимает, что происходит что-то странное.
Перед ужином отец семейства, Энтони Монтелли, вешает зеркало над комодом. Когда семья садится за стол, случается небольшая тряска и зеркало разбивается. Отец обвиняет во всем сына, что это он вбил гвоздь не так. Этой же ночью «нечто» выбирается из подвала и начинает бродить по дому. Среди ночи слышится яростный стук в дверь. Когда родители идут смотреть, кто стучится, за дверью никого не оказывается. Стук повторяется, но опять — никого. Тогда мать видит, что крест на стене занавешен скатертью. Они думают, что в доме кто-то посторонний.
Тем временем в комнате детей происходят странные вещи: кисточки рисуют на стене картинки, окна ходят ходуном, свет моргает. Дом наполняется агрессией, все ругаются и дерутся, Сонни хватает ружье и направляет на отца. У него выхватывают оружие. На следующий день Сонни слушает плеер, из наушников он слышит голос, который спрашивает, почему он не убил отца.
Тогда мать призывает на помощь местного священника, отца Френка Адамски, чтобы тот освятил дом. Когда священник приезжает, дом дает о себе знать. Происходят страшные вещи, которые запугивают семью всё больше. Однако в дело вмешивается отец семейства, одержимый злым духом и не позволяет провести церемонию по всем законам церкви.
Сонни, старший сын Монтелли, становится одержимым и занимается сексом со своей сестрой Патрисией. Этот поступок разрушает семью, и никто из живущих в доме не подозревают, что духи лишь становятся сильнее, питаясь болью и отчаянием семьи Монтелли. Вскоре Сонни убивает всю свою семью, а отец Адамски просит у церкви разрешения провести церемонию изгнания дьявола из юноши, однако ему никто не верит. Тогда святой отец берёт дело в свои руки, пытаясь спасти юношу, пока не стало слишком поздно — ему удаётся спасти душу Сонни, но лишь отдав свою взамен.

## В ролях
- Джеймс Олсон — отец Адамски
- Берт Янг — Энтони Монтелли
- Рутана Альда — Долорец Монтелли
- Джек Мэгнер — Сонни Монтелли
- Эндрю Прайн — Отец Том
- Дайан Франклин — Патрисия Монтелли
- Мозес Ганн — Детектив Тёрнер
- Тед Росс — Адвокат Бут
- Эрика Кац — Ян Монтелли
- Брент Кац — Марк Монтелли

## История создания
Джордж Лутц хотел, чтобы продолжение фильма 1979 года было снято по книге Джона Джонса Ужас Амитивилля. Часть 2, но продюсер Дино Де Лаурентис заключил сделку с компанией American International Pictures, согласно которой сценарий будет написан по книге Убийства в Амитивилле (англ. Murder In Amityville) по роману Ганса Хольцера. Лутц подал в суд на Де Лаурентиса и проиграл, однако по решению суда на постерах была размещена надпись: Этот фильм не имеет никакого отношения к Джорджу и Кэти Лутц. (англ. This film has no affiliation with George and Kathy Lutz)
В отличие от первого фильма, съёмки проходили в декорациях в Мексике, хотя дом снимали тот же — в Нью-Джерси на Томс-Ривер.
В сцене со взрывом был устроен настоящий пиротехнический эффект, в котором использовались крайне взрывоопасные химические вещества, которые сгорали тотчас же. Из-за этого во время взрыва обуглилась часть дома.